# Armenia zakaride
L'Armenia zakaride (in armeno Զաքարյան Հայաստան, Zakaryan Hayastan) fu un regno armeno, governato tra il 1201 e il 1360 dalla dinastia zakaride, antichi vassalli del Regno di Lori. La capitale del regno fu la città di Ani.
Gli Zakaridi governarono il regno come vassalli del Regno di Georgia fino al 1236, quando divennero vassalli dei Mongoli. I loro discendenti continuarono a tenere Ani, fino agli anni '30 del XIV secolo, quando la persero in favore di una serie di dinastie turche, incluse le tribù Kara Koyunlu, che fecero di Ani la loro capitale.

## Storia

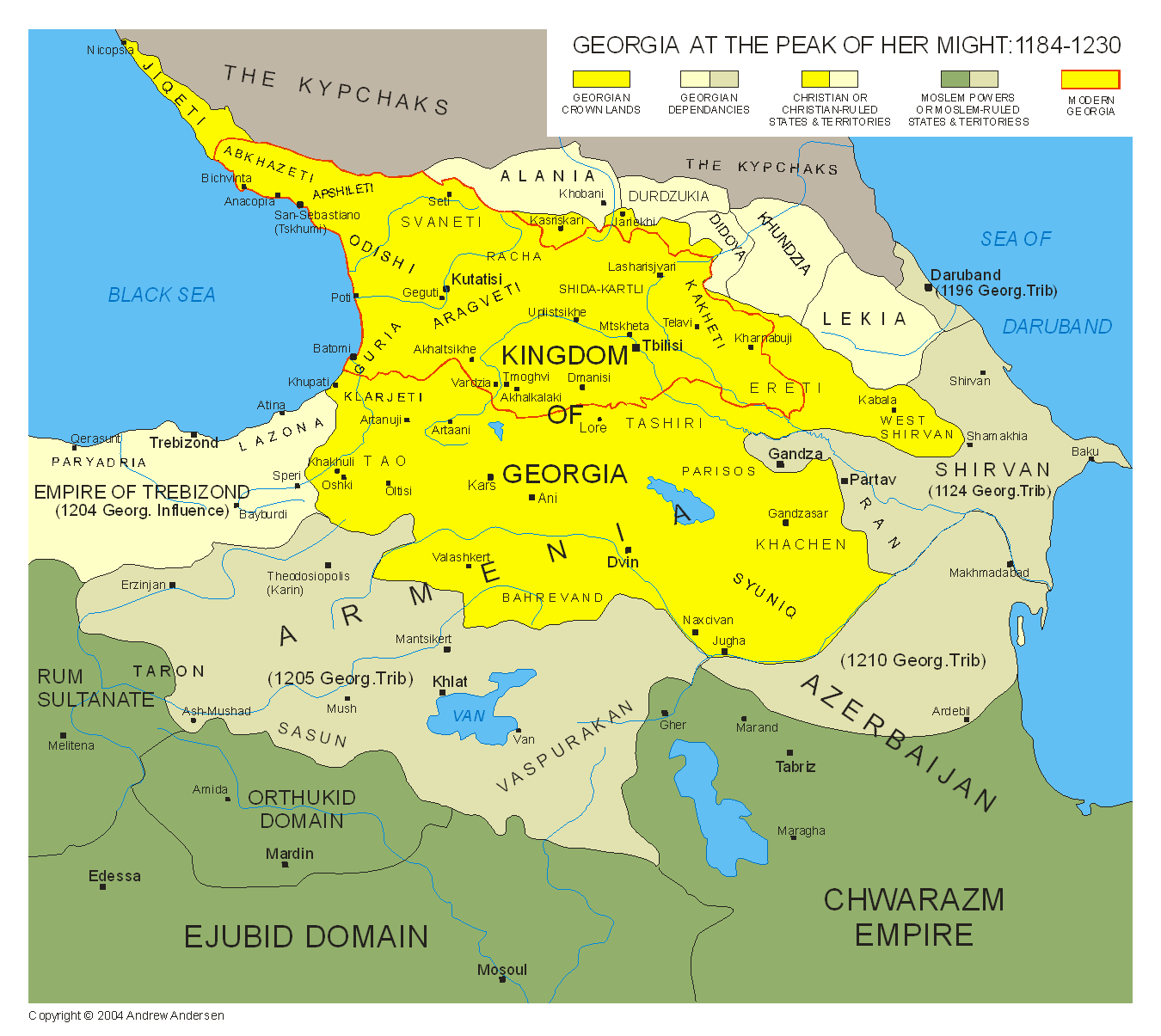
Il re di Georgia all'apice del suo potere sotto Tamar di Georgia e Giorgio IV di Georgia (1184-1223).

A seguito del collasso della dinastia dei Bagratidi di Armenia, l'Armenia fu occupata in seguito dai Bizantini, dai Selgiuchidi e da altri stati musulmani.
Durante il XII secolo, i Bagratidi di Georgia sperimentarono un nuovo periodo di aumento del potere e cercarono di espandersi nella parte d'Armenia occupata dai musulmani.
Nonostante alcune complicazioni durante il regno di Giorgio III, i successi continuarono sotto il regno della regina Tamara.
Questo fu principalmente dovuto ai generali armeni Zakaria e Ivane.
Attorno al 1199, essi conquistarono la città di Ani e, nel 1201, la riconoscente Tamara assegnò loro Ani in feudo.
Di conseguenza, i loro territori giunsero a corrispondere a quelli dell'Armenia bagratide
Quando i Khwarezm invasero la regione, Dvin era governata dall'ormai vecchio Ivanē, che aveva assegnato Ani al suo nipote Shanshe (Shahanshah), figlio di Zakarē.
Dvin fu persa, ma Kars e Ani non si arresero.
Comunque, quando i Mongoli presero Ani nel 1236, essi mantennero un atteggiamento amichevole nei confronti degli Zakaridi.
Essi confermarono Shanshe nel suo feudo e, anzi, aggiunsero ad esso il feudo di Avag, figlio di Ivanē.
Inoltre, nel 1243, essi assegnarono Akhlat alla principessa T'amt'a, figlia di Ivanē.
Dopo che i Mongoli catturarono Ani nel 1236, gli Zakaridi governarono non da vassalli dei Georgiani, ma piuttosto dei Mongoli.
Gli ultimi re zakaridi continuarono ad esercitare il loro controllo su Ani fino al 1360, quando essi persero contro le tribù turcomanne Kara Koyunlu, che resero Ani la loro capitale.